# Chants de révolte - 1796-1935
Chants de révolte - 1796-1935 est un album studio de Rosalie Dubois sorti en 2008.

## Titres
| No  | Titre                                                                     | Paroles                     | Musique                     | Durée |
| --- | ------------------------------------------------------------------------- | --------------------------- | --------------------------- | ----- |
| 1.  | Le Chant des ouvriers                                                     | Pierre Dupont, 1846         |                             | 3:08  |
| 2.  | Y'a trop de tout                                                          |                             |                             | 3:53  |
| 3.  | Jacques                                                                   |                             |                             | 2:36  |
| 4.  | La chanson des huit heures                                                |                             |                             | 2:59  |
| 5.  | La Canaille[5]                                                            | Alexis Bouvier              | Joseph Darcier, 1871        | 2:02  |
| 6.  | Marche ou crève                                                           |                             |                             | 2:10  |
| 7.  | La chanson de Craonne                                                     |                             |                             | 3:09  |
| 8.  | Han ! coolie !                                                            |                             |                             | 3:02  |
| 9.  | Soleil levant                                                             |                             |                             | 2:26  |
| 10. | Gloire au 17e[10]                                                         | Montéhus - Chantegrelet     | Montéhus - Chantegrelet     | 3:29  |
| 11. | Giroflé, Girofla                                                          |                             |                             | 1:59  |
| 12. | Le mouvement du 18 mars (Air de la Chanson des soldats)                   | Léger Ferre - Pierre Dupont | Léger Ferre - Pierre Dupont | 3:14  |
| 13. | La Semaine sanglante                                                      | Jean-Baptiste Clément       | Antoine Renard, 1871        | 2:42  |
| 14. | La complainte de Rossel                                                   |                             |                             | 5:33  |
| 15. | La Butte rouge                                                            |                             |                             | 3:15  |
| 16. | Chanson nouvelle à l'usage des faubourgs                                  |                             |                             | 1:38  |
| 17. | Ni dieu ni maître                                                         |                             |                             | 3:12  |
| 18. | La Marseillaise des cotillons en l'an 1848 (Sur l'air de la Marseillaise) | L. de Chaumont              | Rouget de L'Isle            | 2:06  |
| 19. | La Marianne de 1883                                                       |                             |                             | 3:59  |
| 20. | Drapeau rouge                                                             | Paul Brousse[20]            | Paul Brousse, 1877          | 3:44  |
| 21. | L'Internationale                                                          | Eugène Pottier, 1871        | Pierre De Geyter, 1888[21]  | 6:27  |

5.  La note du disque vinyle donne la cantatrice Bordas pour interprète devant le peuple massé dans la grande salle du Trône au Palais des Tuileries.

10.  Un meeting de protestation des vignerons du Sud-Ouest et les émeutes de Narbonne qui suivirent, conduisirent les manifestants face aux soldats du 17e de ligne, qui refusèrent de tirer.

20.  La première version a été écrite par Paul Brousse, couplets I, III et VI. Puis la chanson a été reprise par Achille Leroy.

21.  L'internationale n'a été mise en musique par Pierre Degeyter qu'en 1888. Elle est exécutée par les fanfares socialistes au XIVe Congrès du Parti Ouvrier français en 1894.